# Уайт, Эйден
Эйден Питер Уайт (англ. Aidan Peter White; род. 10 октября 1991, Отли, Уэст-Йоркшир) — английский и ирландский футболист, выступающий на позициях крайнего полузащитника и защитника, игрок английского клуба «Рочдейл». Выступал за молодёжную сборную Ирландии.

## Карьера
В академии «Лидс Юнайтед» Эйден с десяти лет. Дебютировал за клуб в возрасте 16 лет в матче Кубка Лиги против «Кристал Пэлас» в 2008 году. В марте 2009 года дебютировал за сборную Англии до 19 лет в матче против сборной Чехии. В сезоне 2009/2010 был назван лучшим молодым игроком «Лидс Юнайтед».
В сезоне 2011/2012 стал основным левым защитником, а ближе к концу сезона передвинулся в линию атаки, заняв позицию вингера. В 2011 году был вызван в молодежную сборную Ирландии, за которую провел 6 матчей и забил 1 гол в сезоне 2011/12.
По окончании первого полного сезона в «Лидсе», контракт Аидана истек. Слухи отправляли молодого игрока в «Ньюкасл», «Арсенал», «Лилль» и «Вердер», однако в начале июля 2012 года Уайт прибыл на предсезонный сбор вместе со всей командой, формально уже не являясь футболистом белых, и подписал с клубом новый трехлетний контракт.
С 2019 года — игрок шотландского клуба «Харт оф Мидлотиан».

## Награды и достижения
Лидс Юнайтед
- Серебряный призер Лиги 1 (выход в Чемпионшип)

### Личные награды
Лидс Юнайтед
- Лучший молодой игрок в сезоне 2009/2010